# Anthurium acutangulum
Anthurium acutangulum är en kallaväxtart som beskrevs av Adolf Engler. Anthurium acutangulum ingår i släktet Anthurium och familjen kallaväxter. Inga underarter finns listade.